# Christian Riesbeck
Christian Riesbeck CC (Montreal, Canadá, 7 de fevereiro de 1970) é um prelado canadense da Igreja Católica e bispo da Diocese de Saint John, New Brunswick.

## Infância e formação
Riesbeck nasceu em Montreal, Quebec, filho de pai alemão e mãe francófona de Novo Brunswick. Obteve bacharelado em ciência política na Universidade de Ottawa, mestrado em teologia pelo Seminário de Santo Agostinho e licenciatura em direito canônico pela Universidade Saint Paul em Ottawa. Foi ordenado sacerdote pela Diocese de Ottawa em 12 de outubro de 1996.

## Presbiterado
Após servir por três anos como vigário paroquial em Ottawa, Ontário, foi enviado para Houston, Texas, como pároco em 1999. Lá, Riesbeck aprendeu espanhol ao longo de sete semanas para celebrar a missa para a comunidade predominantemente hispânica.
Riesbeck foi incardinado como membro dos Companheiros da Cruz em 2003 e serviu como seu Superior Geral Assistente. Em 2010, Riesbeck foi nomeado Chanceler da Diocese de Ottawa e foi juiz no tribunal matrimonial regional da Igreja Católica. Riesbeck fala francês, inglês, alemão e espanhol.

## Episcopado

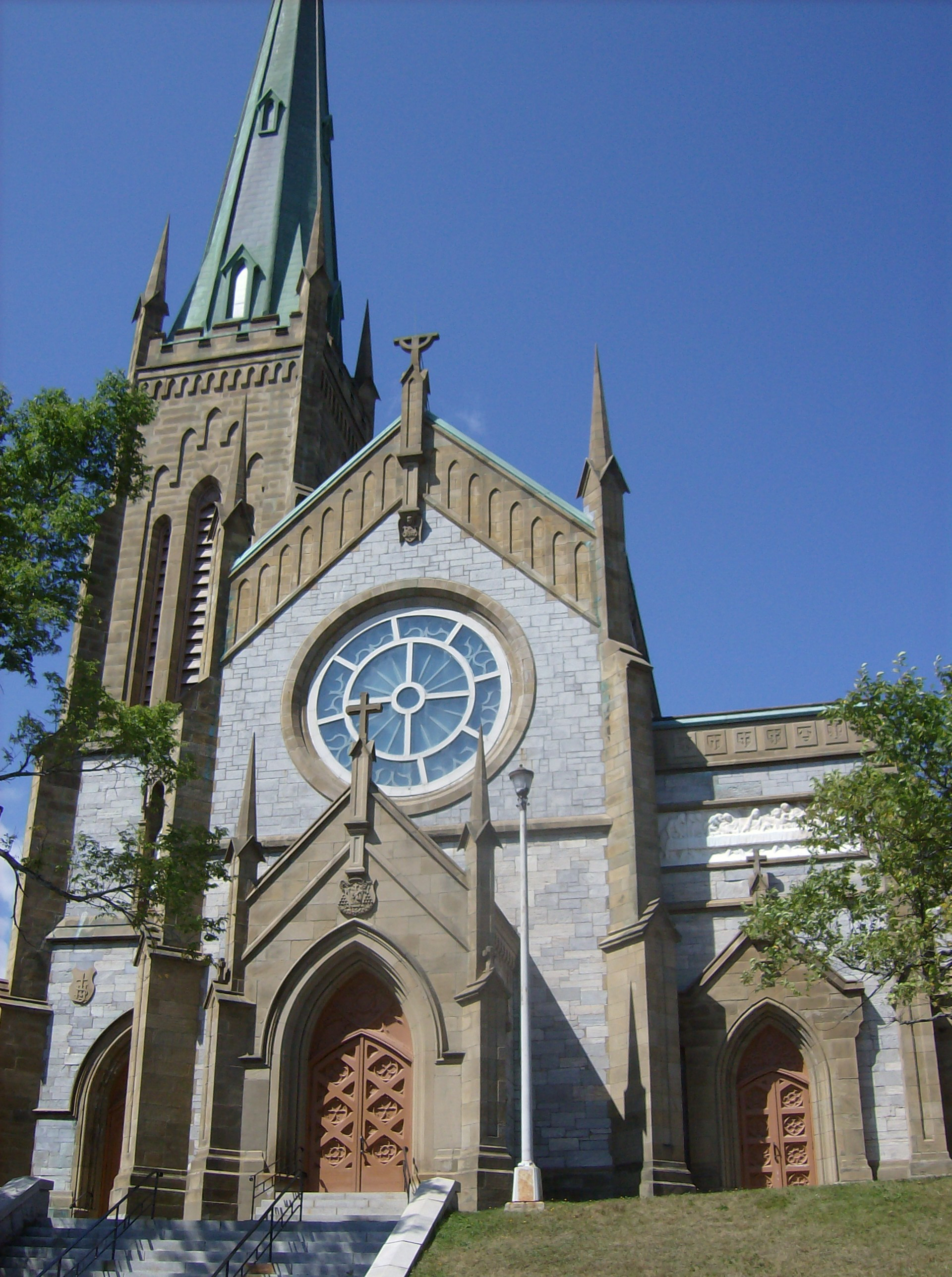
Catedral da Imaculada Conceição em Saint John, Nova Brunswick, onde Riesbeck foi empossado bispo auxiliar.

Em 7 de janeiro de 2014, Christian Riesbeck foi nomeado bispo auxiliar da Diocese de Ottawa e bispo titular de Tipasa na Numídia, pelo Papa Francisco. Em 19 de março de 2014, recebeu a consagração episcopal do arcebispo Terrence Prendergast, tendo como co-consagrantes o arcebispo emérito Marcel Gervais e o bispo Paul-Andre Durocher.
Riesbeck criticou a posição do primeiro-ministro do Canadá, Justin Trudeau sobre o aborto e sugeriu que seria impróprio para ele continuar recebendo a eucaristia, dizendo que discorda do "fato de que ele se considera um católico devoto, mas depois adere ou defende o aborto". Ele sugeriu que, para melhorar seu relacionamento com a Igreja Católica, Trudeau "teria que fazer uma retratação pública de suas opiniões".
Em 15 de outubro de 2019, Riesbeck foi nomeado bispo da Diocese de Saint John pelo Papa Francisco. Riesbeck escolheu o lema episcopal "Evangelii Gaudium" - que significa "alegria do evangelho" - em referência à exortação apostólica do Papa Francisco de mesmo nome.